# 海事用语
海事用语是一种基于英语的约限语言，旨在协调母语不同的各船成员间的交流。海事语现在已经发展为标准海事通信用语。
由于海事用语系统基于英语的，它的词汇总量很小，并且可以吸收一些英语系统中没有对应的外来词汇。
同海事用语类似的交通领域用语还有航空管制通话用语以及列车管制通话用语等。

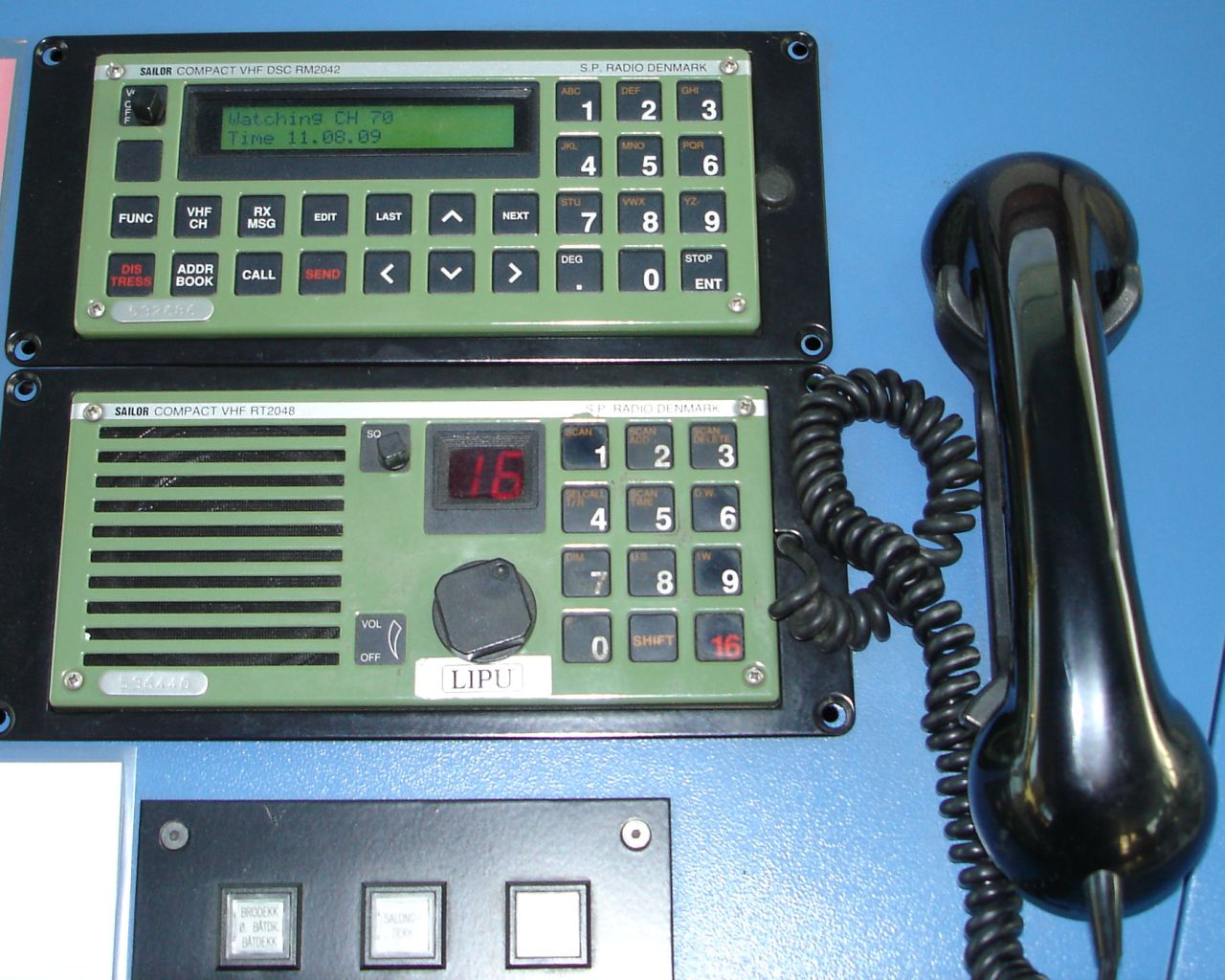
一套特高频通信设备（VHF）

## 历史
1985年，国际海事教师组织在拉斯佩奇亚举行的一次关于海事英语的研讨会上，弗雷德威克斯船长提出了一项有关的提案，并在随后几年间得到发展。
1990年的斯堪的纳维亚之星事故中，很大一部分原因就是沟通不畅，在此之后，国际海事组织致力于将海事用语和标准海事通信词汇（Standard Maritime Communication Vocabulaty, SMCV）升级整合。这一行动的成果就是在2001年11月举办的国际海事组织第22次大会中获得通过的标准海事通信用语（Standard Marine Communication Phrases, SMCP）。

## 例证
海事用语给通信带来的很大的好处与方便，例如，使用简单、准确的词汇替代繁琐或是冗长的词组与句子。因此“say again（请重复/请再说一遍）”可以替代以下诸元：
- Could not hear what you said, please repeat!

```
 听不清，请重复！
```

- I did not understand, say that again.

```
 我没听懂，请再说一次！
```

- Too much noise, repeat what you said!

```
 噪音太大，你说什么！
```

- I am having difficulty hearing what you are saying! Please repeat what you were trying to say.

```
 我听不清，请你再说一遍！
```

- There is too much noise on the line - I cannot understand you.

```
 噪音太大，我听不懂！
```

- What did you say?

```
 你说什么！
```

越是简单的词汇有助于克服通信干扰，类似"say again"这种两个单词、三个音节的词汇则有助于在复杂的无线电条件下进行交流。

## 由语言不同带来的事故
- 2001年3月27日，贝考特铁路事故 - 两辆载客列车在同一轨道上相撞，造成8人死亡，12人受伤。事故原因是两辆列车的司机互相听不懂对方的语言。